# Cassine Tolentine
Cassine Tolentine è una frazione del comune di Torre d'Isola in provincia di Pavia posta a nord del centro abitato, verso Bereguardo.

## Storia
Cassine Tolentine (o Cassine de' Tolentini, attuale Cascina Grande, CC C032) appartenne in origine al territorio di Bereguardo, ai cui feudatari nel XV-XVI secolo (i Tolentini della Stacciola) risale l'origine del paese. Nel XVIII secolo era feudo dei Luizaldi. Nel 1872 fu soppresso e unito a Torre d'Isola.

## Società

### Evoluzione demografica
- 247 nel 1751
- 361 nel 1805
- 492 nel 1861[2]